# Coi Leray
Coi Leray Collins, nota comunemente come Coi Leray (Boston, 11 maggio 1997), è una rapper e cantante statunitense.

## Biografia
Figlia del rapper Benzino, proprietario della nota rivista hip hop The Source, Coi Leray Collins è nata a Boston ed è cresciuta ad Hackensack. Ha iniziato a scrivere canzoni durante l'adolescenza e all'età di 16 anni ha abbandonato gli studi per tentare la carriera musicale.

### Carriera
Nel 2017 ha pubblicato su SoundCloud e YouTube il suo primo brano, G.A.N., che ha ricevuto popolarità a livello locale. Ad esso hanno fatto seguito nel 2018 il singolo Huddy e il mixtape di debutto Everythingcoz. Nel dicembre 2018 ha collaborato con Ski Mask the Slump God e Jacquees nel brano Save the Day, inciso per la colonna sonora del film Spider-Man: Into the Spider-Verse. Nel gennaio 2019 ha firmato un contratto con la Republic Records e il 18 dello stesso mese ha pubblicato il secondo mixtape EC2. Nello stesso anno ha accompagnato Trippie Redd nel suo Life's a Trip Tour; è anche apparsa come artista ospite nel brano di Redd Everything BoZ, inserito nell'album !.
Ad aprile 2020 pubblica Better Days, una collaborazione con Fetty Wap, mentre il 14 agosto dello stesso anno ha messo in commercio l'EP Now or Never, che riceve una buona accoglienza da parte della critica. Il 22 gennaio 2021 pubblica il singolo No More Parties, che diventa rapidamente virale su TikTok: grazie ad un successivo remix in collaborazione con Lil Durk il brano porta per la prima volta Leray nella Billboard Hot 100, raggiungendo il 26º posto. Due mesi dopo pubblica Big Purr (Prrdd), che vede la partecipazione di Pooh Shiesty: anch'esso riceve grande seguito su TikTok e finisce per debuttare alla numero 69 nella Hot 100 statunitense. Ad aprile fa la sua prima apparizione in televisione al Tonight Show di Jimmy Fallon, esibendosi con No More Parties. A giugno è stata inclusa nella XXL Freshman Class, la lista annuale curata dalla rivista XXL in cui vengono inclusi i 10 migliori rapper emergenti dell'anno.
Il 18 marzo 2022 viene reso disponibile il singolo Blick Blick, realizzato in collaborazione con Nicki Minaj. Il primo album in studio, intitolato Trendsetter, viene pubblicato l'8 aprile 2022 e debutta all'89 posto della Billboard 200 in madrepatria. A novembre ha pubblicato il singolo Players, singolo solista di maggiore successo della rapper, arrivato in top ten nella Hot 100 statunitense.
Nel 2023 collabora con David Guetta e Anne-Marie in Baby Don't Hurt Me, il quale riceve una candidatura ai Grammy Awards 2024 alla miglior registrazione pop dance assieme a Players candidata alla miglior interpretazione rap, divenendo le prime due candidature dell'artista nella premiazione.

## Discografia

### Album in studio
- 2022 – Trendsetter
- 2023 – Coi

### EP
- 2020 – Now or Never

### Mixtape
- 2018 – Everythingcoz
- 2019 – EC2

### Singoli

#### Come artista principale
- 2018 – No Longer Mine
- 2018 – Huddy
- 2019 – Big Bank Roll
- 2019 – Good Day
- 2019 – Big (feat. Lil Gotit)
- 2019 – Add It
- 2020 – Messy
- 2020 – Better Days (feat. Fetty Wap)
- 2020 – Do Better
- 2020 – Rick Owens
- 2020 – Merry Xmas (con Maliibu Miitch e Dess Dior)
- 2021 – No More Parties (solo o feat. Lil Durk)
- 2021 – Big Purr (Prrdd) (feat. Pooh Shiesty)
- 2021 – Beat It Up (con TruCarr)
- 2021 – Bout Me
- 2021 – At the Top (feat. Kodak Black e Mustard)
- 2021 – What U Want (con Lil Xxel e Tyga)
- 2021 – Okay Yeah!
- 2021 – Twinnem (solo o feat. DaBaby)
- 2022 – Anxiety
- 2022 – Givenchy (con Yung Manny e Zubin)
- 2022 – Blick Blick (con Nicki Minaj)
- 2022 – Demon (con B-Lovee)
- 2022 – Players
- 2022 – Wasted
- 2022 – Baby Don't Hurt Me (con David Guetta e Anne-Marie)
- 2023 – Bops
- 2023 – My Body
- 2023 – Run It Up

#### Come artista ospite
- 2019 – Sticky (Remix) (Keke Palmer feat. Coi Leray)
- 2020 – Lost in Time (Wifisfuneral feat. Coi Leray)
- 2020 – American Deli (Chavo feat. Coi Leray)
- 2020 – Contagious (Lil Keyu feat. Coi Leray)
- 2021 – Pose (MCM Raymond feat. Coi Leray)
- 2021 – Gimmy Licky (Rek Banga feat. Coi Leray)
- 2021 – Thieves in Atlanta (Young Bleu feat. Coi Leray)
- 2021 – Brown Eyes (Esther feat. Coi Leray)
- 2021 – Tomboy (Remix) (Destiny Rogers feat. Coi Leray)
- 2021 – No More Stress (Alrahim Wright III feat. Coi Leray)
- 2021 – All About Cake (KyleYouMadeThat feat. Coi Leray e Kaash Paige)
- 2021 – On Ice (Prophecy feat. Coi Leray)
- 2021 – Beat It Up (Tru Carr feat. Coi Leray)
- 2021 – Attachments (Pressa feat. Coi Leray)
- 2023 – Flip a Switch (Raye feat. Coi Leray)

## Riconoscimenti
- American Music Awards
  - 2021 – Candidatura all'Artista femminile hip hop preferita[21]

- Grammy Award[22]
  - 2024 – Candidatura alla miglior registrazione dance pop per Baby Don't Hurt Me
  - 2024 – Candidata alla miglior interpretazione rap per Players

- iHeartRadio Music Awards
  - 2022 – Candidatura al Miglior nuovo artista hip hop[23]
  - 2022 – Candidatura al TikTok Bop of the Year per Twinnem[23]